# 馬里昂 (內布拉斯加州)
馬里昂（英語：Marion）是位於美國內布拉斯加州雷德威洛縣的非建制地區。

## 歷史
馬里昂的郵局於1902年設立，其後於1953年停運。

## 地理
馬里昂所處的海拔為高於海平面762米（即2500英呎），而該地所採用的時區為UTC-6，即北美中部时区（CST）。同時該地設有夏令時間，為UTC-6調快一小時，即UTC-5（CDT）。